# Botanická zahrada Teplice
Botanická zahrada Teplice je příspěvková organizace statutárního města Teplice v Šanově, v ulici Josefa Suka 1388/18. Z celkové rozlohy asi 2,5 hektarů je zhruba polovina věnována venkovní expozici, výstavní skleníky zaujímají plochu 2700 m². Zásobní skleníky o rozloze 1750 m² nejsou veřejnosti přístupné. Zahrada je otevřena po celý rok denně kromě pondělí, od října do března od 9.00 do 17.00, v dubnu, květnu a v září do 18.00 hodin. Během léta, od června do srpna, je otevřeno až do 19.00.

## Historie

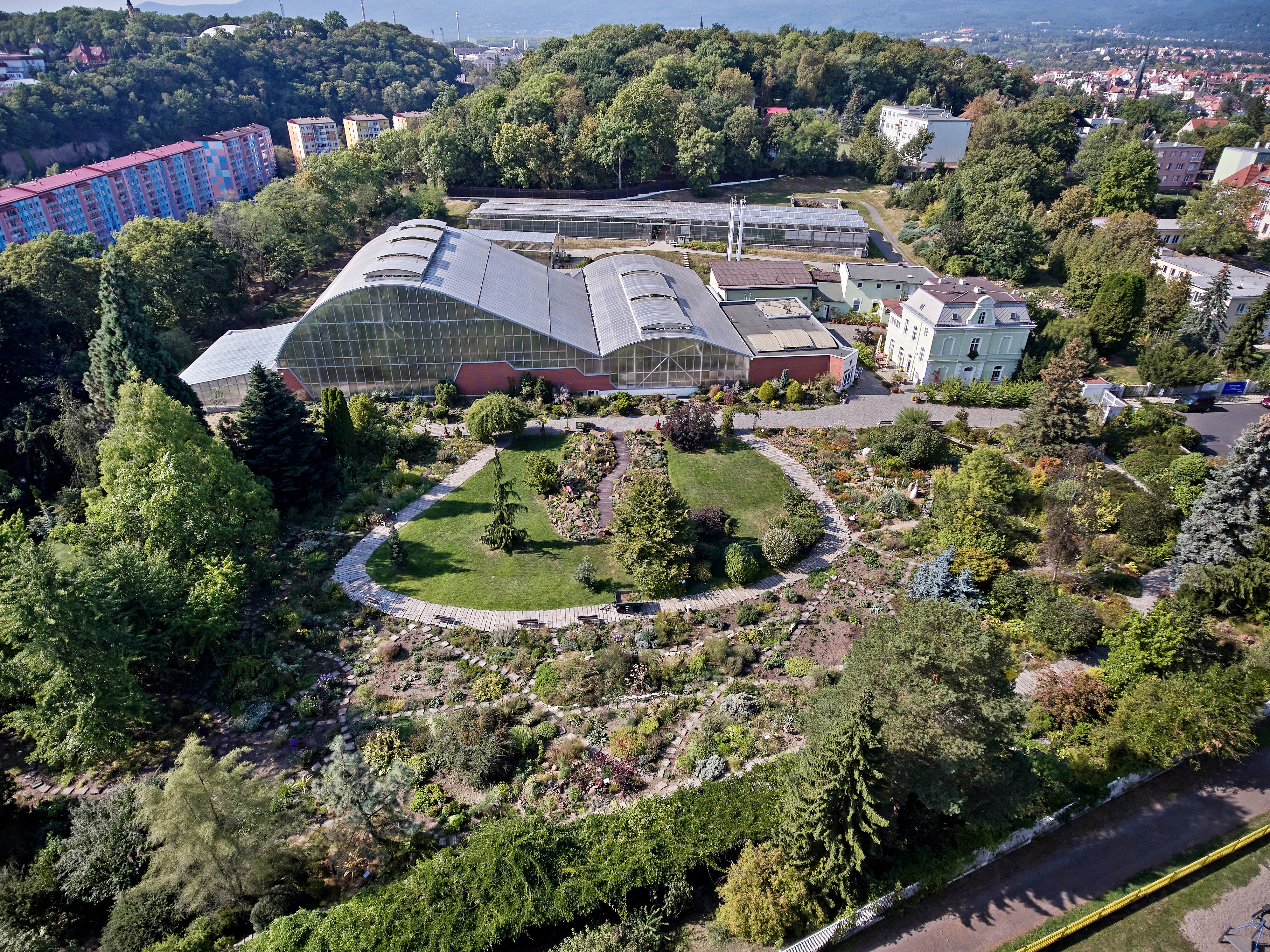
Letecký pohled

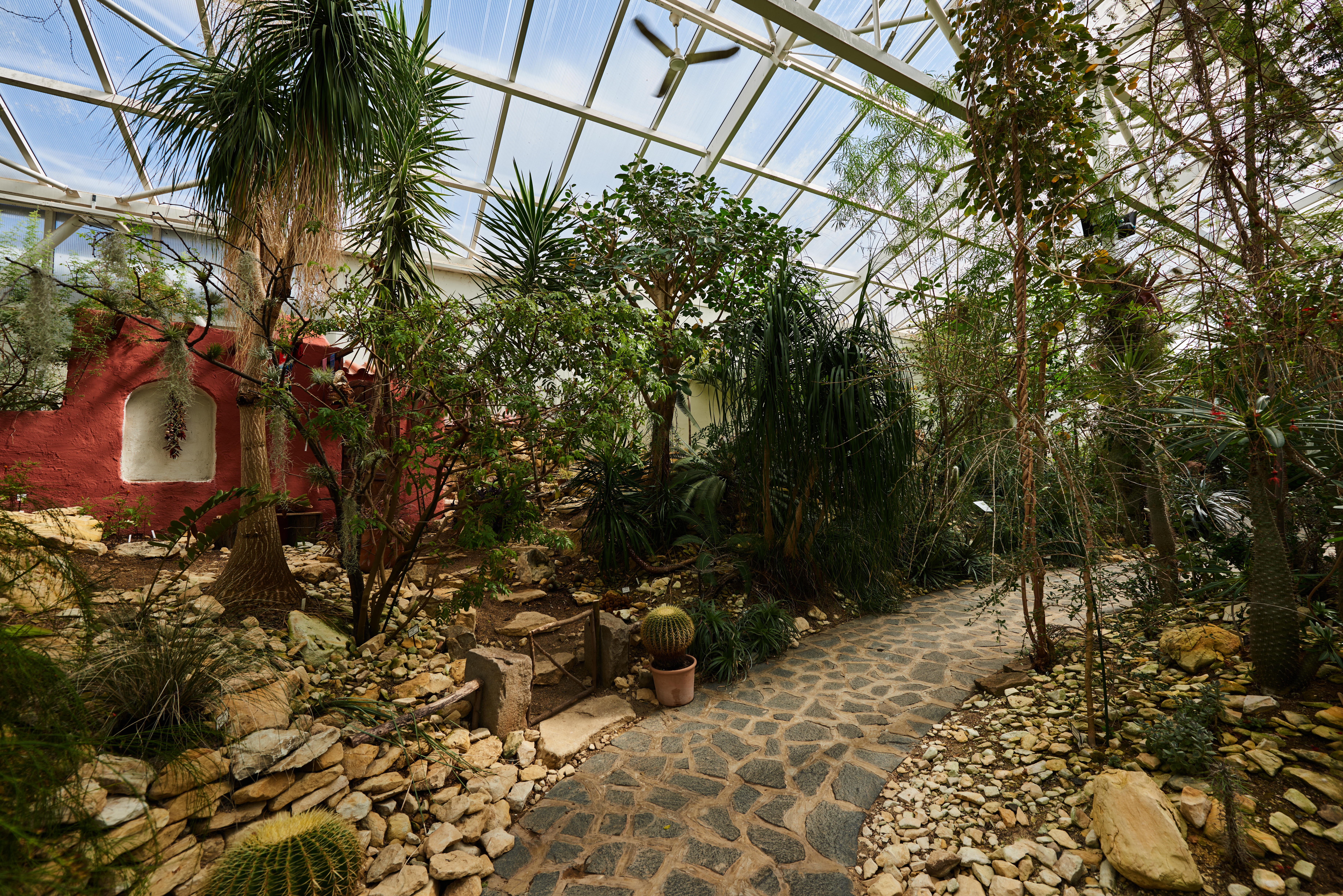
Xerický skleník

Teplická botanická zahrada byla založena teplickým magistrátem k 1. lednu roku 2002 jako první v Ústeckém kraji. Vznikla ovšem na ploše, která byla pro zahradnické účely využívána již přibližně 100 let. O původním počátku zahrady z konce 19. století toho však mnoho nevíme. Je možné, že zde sehrál významnou roli hrabě Clary-Aldringen, ale také jde možná jen o pověst. Stavební plány budov pocházejí z roku 1904. Původní skleníky, které jistě sloužily především lázním, se podařilo (hlavně díky úsilí Ing. Marie Sternthalové) počátkem 70. let 20. století zrekonstruovat. Zrekonstruovaná botanická zahrada byla otevřena v březnu 1975. V té době však patřila pod Technické služby města.
V době oficiálního vzniku zahrada měla asi 2000 druhů rostlin.
Areál prošel v letech 2002–2006 rekonstrukcí. V roce 2007 se otevřely nové skleníky a začala se více rozvíjet venkovní expozice a informační systém. Díky expedicím do Chile, které botanická zahrada pořádala v letech 2010 až 2015, došlo k rozšíření sbírek jak ve venkovní expozici, tak v subtropickém skleníku. Se sbírkou téměř 600 druhů rostlin z Chile se jedná o nejrozsáhlejší kolekci tohoto druhu v Evropě. V roce 2021 se otevřel nově vybudovaný skalničkový skleník.
Dnes se v zahradě nachází asi 20 000 druhů rostlin. K nejvýznamnějším sbírkám patří rostliny z rodů Anthurium, Syngonium, Diffenbachia, dále pak orchideje, sukulenty a horské rostliny.

## Skleníky

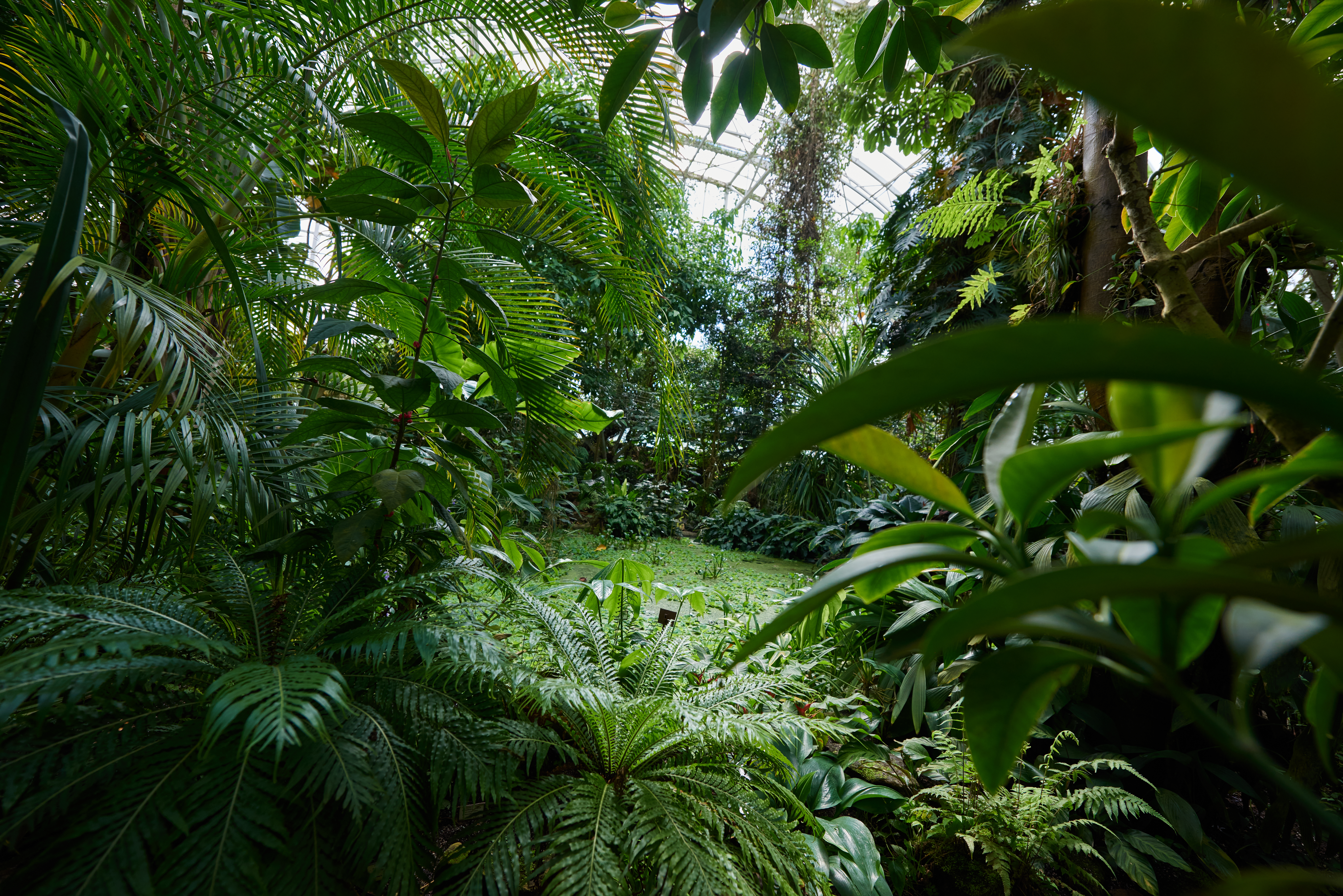
Tropický skleník

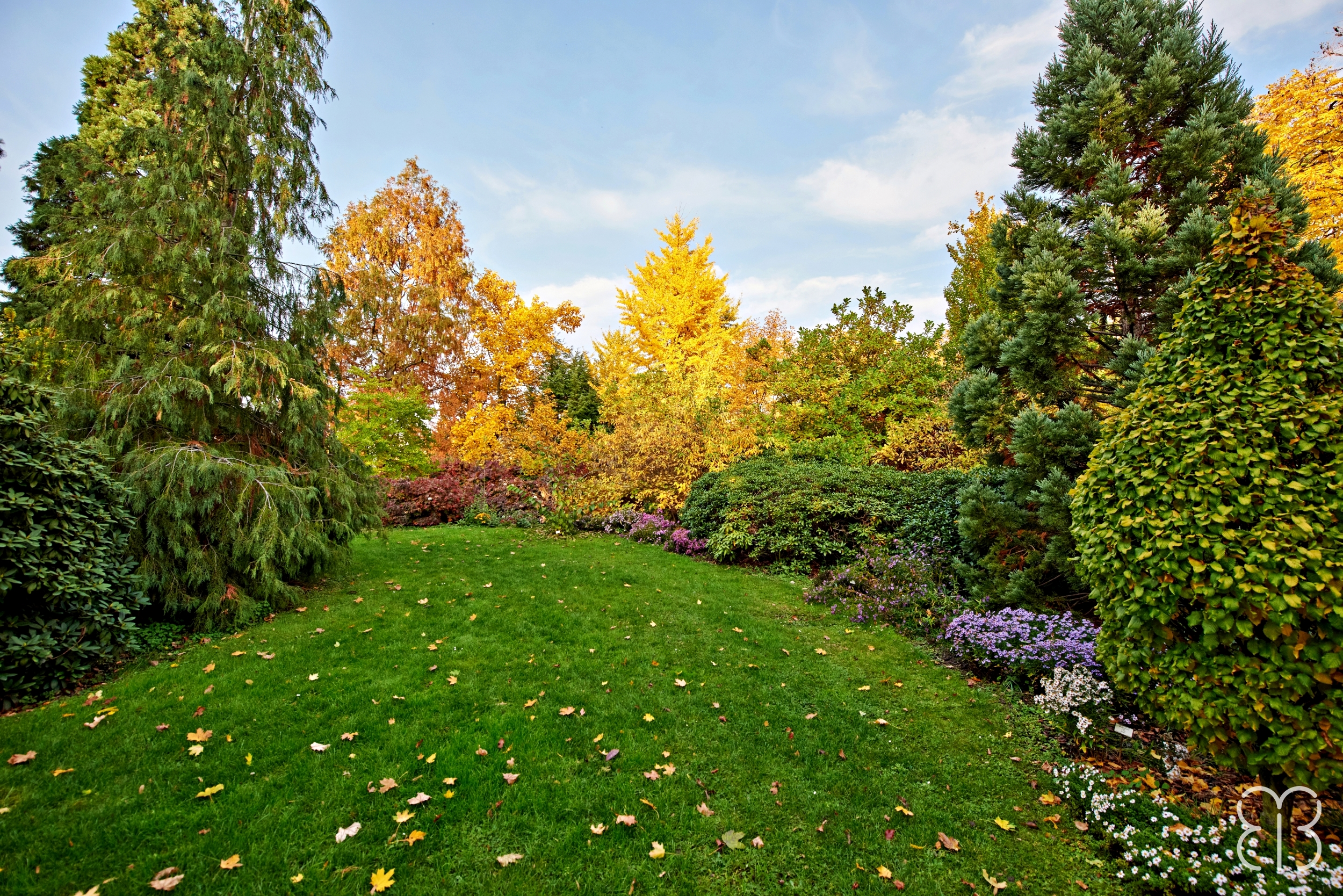
Parková část zahrady

### Xerický
Ve xerickém, neboli sukulentním skleníku jsou umístěny rostliny z Mexika, Střední a Jižní Ameriky, Galapág, Arábie, Jemenu, Sokotry, jižní Afriky a Madagaskaru. Zajímavou rostlinou je akácie rohatá (Acacia cornigera), žijící v symbióze s mravenci, či padesátileté kaktusy a jiné sukulenty ze sbírek profesora F. Ecka a zvláště teplického kaktusáře V. Pulce.

### Tropický
Rostliny z Tichomoří, Austrálie a Australasie, jihovýchodní Asie, Střední Ameriky, Jižní Ameriky, tropická Afriky, severní Madagaskaru se nacházejí v tropickém skleníku. Zajímavostí je zde „Křížovkářský záhon“ kde jsou umístěny rostliny pro lidi známé z křížovek, kuchyně a lékárny. Jedná se například o hřebíčkovec (Syzygium), kávovník arabský (Coffea arabica) nebo pepřovník černý (Piper nigrum).

### Subtropický
Expozice subtropického skleníku zahrnuje ukázku vzniku hnědého uhlí (krajina na Teplicku v období raného miocénu), hory jihovýchodní Asie, Austrálie, Nový Zéland, hory jižní Afriky, flora And od Mexika po Ohňovou zem. K unikátním druhům, které v tomto skleníku najdete, patří prastarý exemplář afrického jehličnanu Afrocarpus gracilior či ze stejné oblasti pocházející, nejstarší pěstovaná rostlina svého druhu v Česku, cykas Encephalartos villosus.

### Skalničkový
Ve skalničkovém skleníku jsou umístěny choulostivé druhy rostlin z horských oblastí Evropy, Asie, Severní Ameriky, Jižní Ameriky a Nového Zélandu.

## Venkovní expozice

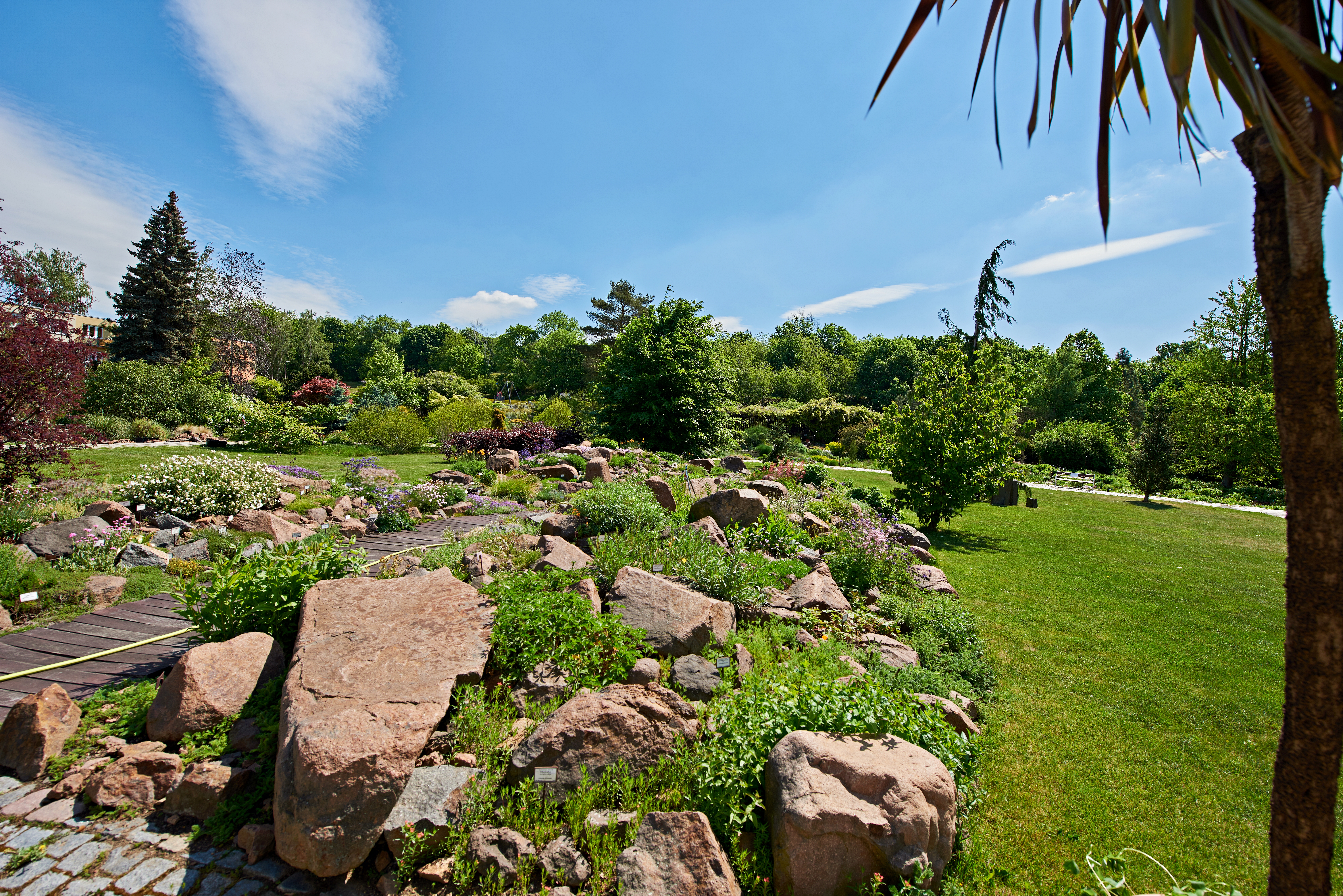
Venkovní expozice – skalka

Venkovní expozice rozkládající se na ploše 1,5 ha představuje jak divoce rostoucí, tak pěstované rostliny a dřeviny. Je rozčleněna geograficky, na oblasti Země. K vidění je zde flora Mexika, Chile, Jižní a Severní Ameriky, Středozemí, Asie, jižní Afriky, Austrálie, Nového Zélandu a Evropy. Kromě skupin rostlin rozdělených dle jejich geografického původu jsou v zahradě k vidění i dvě skupiny rostlin rozdělených podle jejich užitkových vlastností. První skupinou jsou léčivé rostliny, jedná se především o bylinky známé, využívané v kuchyni. Druhou skupinou jsou pak rostliny jedovaté mezi které se řadí například rulík zlomocný (Atropa bella-donna) nebo durman obecný (Datura stramonium).
Na skalkách jsou k vidění rostliny z nejrůznějších koutů světa. Je zde snaha napodobit reálné horské, nehostinné, prostředí, kde jsou rostliny vystaveny nadměrnému oslunění a nedostatku vláhy. Choulostivější druhy jsou umístěny ve skalničkovém skleníku.
Zadní, parková, část expozice je věnována především keřům a stromům. K vidění jsou zde například krásně kvetoucí keře hortenzií (Hydrangea) a rhododendronů (Rhododendron). Za zmínku stojí také dva asi stoleté a bohatě plodící exempláře druhu nahovětvec dvoudomý (Gymnocladus dioicus). Dalšími zajímavými dřevinami v parkové části jsou liliovník tulipánokvětý (Liriodensdron tulipifera), jehož květy se podobají květům tulipánů, nebo sekvojovec obrovský (Sequoiadendron giganteum), nejobjemnější strom na světě.

## Pořádané akce
Přímo v areálu se nachází Cukrárna u botanika, kam si návštěvníci, po prohlédnutí zahrady, mohu zajít na kávu, dort či zmrzlinu. Posezení je připraveno jak uvnitř, tak i venku na terase, kde se mohou kochat výhledem do zahrady.
V botanické zahradě se koná i mnoho akcí. V létě jsou to například koncerty, zážitky formou přespání v zahradě s prohlídkou, nebo také svatby. Po celý rok se pak v různých obdobích (Velikonoce, Vánoce, dušičky…) konají tvořivé dny, ty jsou určené dětem i dospělým. Návštěvníci si mohou vytvořit dekorace z rostlin, které si následně odnáší domů. Další celoroční aktivitou jsou výstavy na různá témata, například fotografická výstava orchidejí, nebo výstava inspirovaná mexickým svátkem mrtvých (Día de los Muertos).
Do botanické zahrady je provozován turistický vláček Humbold, ten jezdí dle jízdního řádu od dubna do října. Okružní jízda začíná u Zámeckého náměstí v Teplicích přes botanickou zahradu a zase zpět.

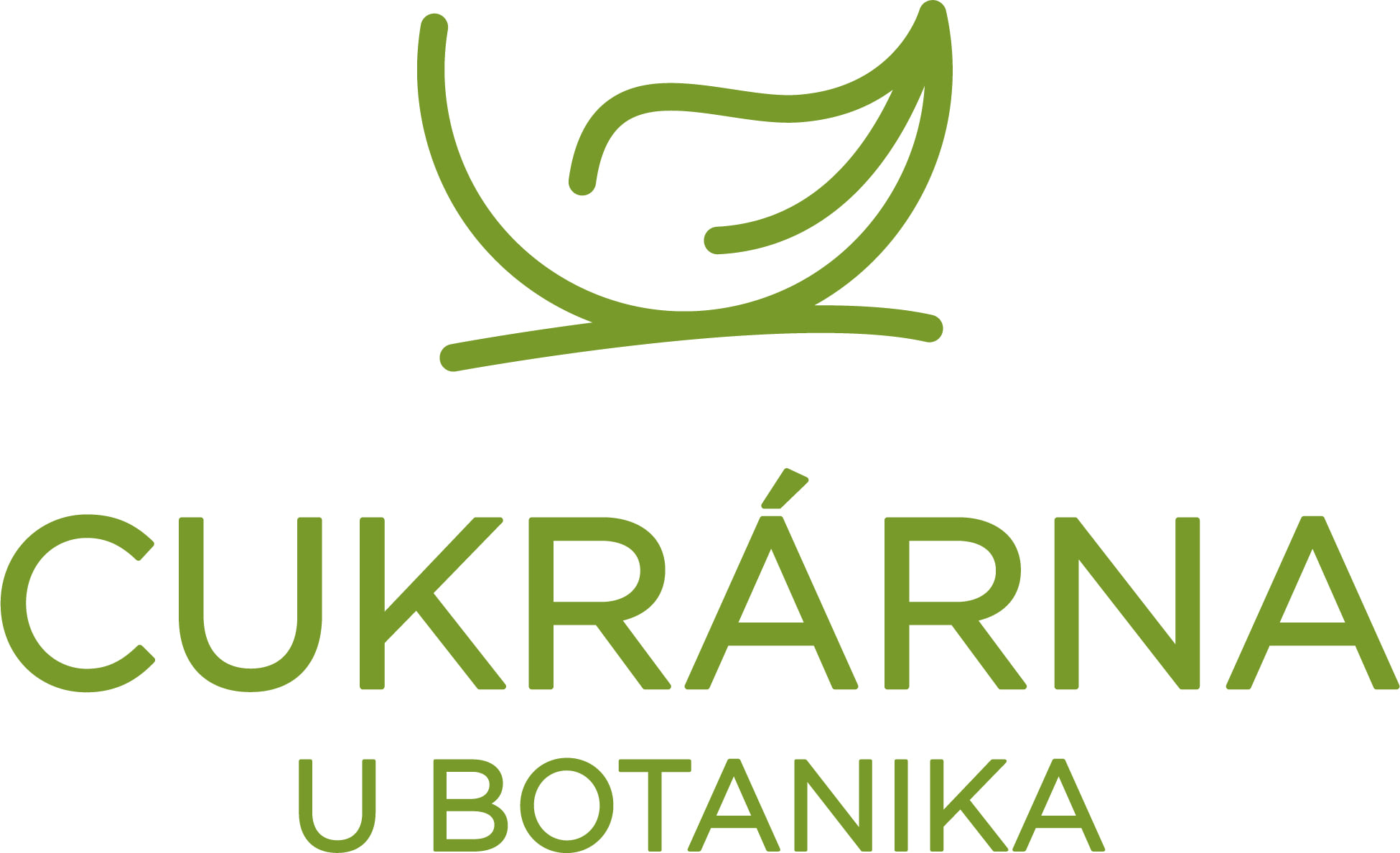
Cukrárna U Botanika
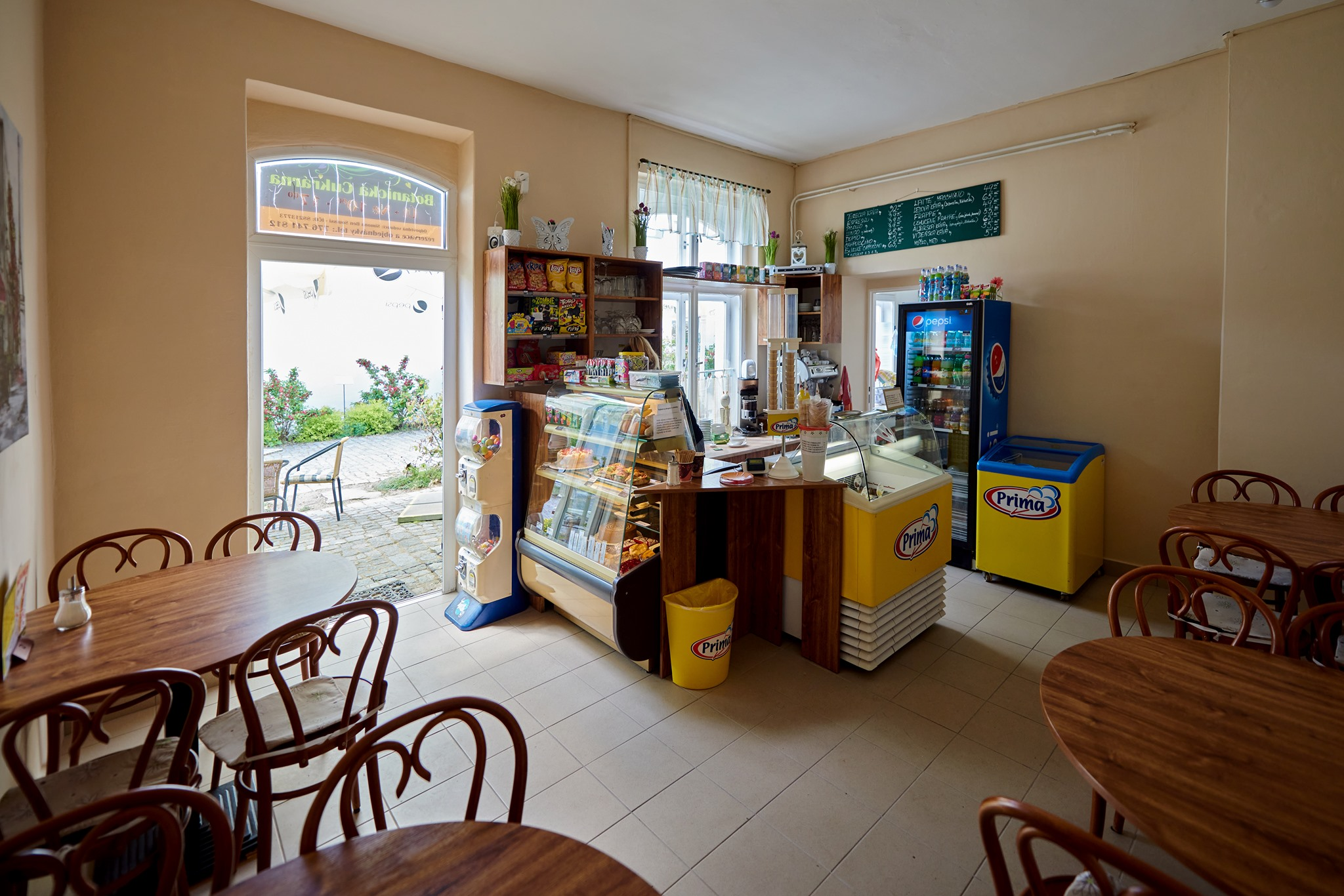
Vnitřní prostor cukrárny
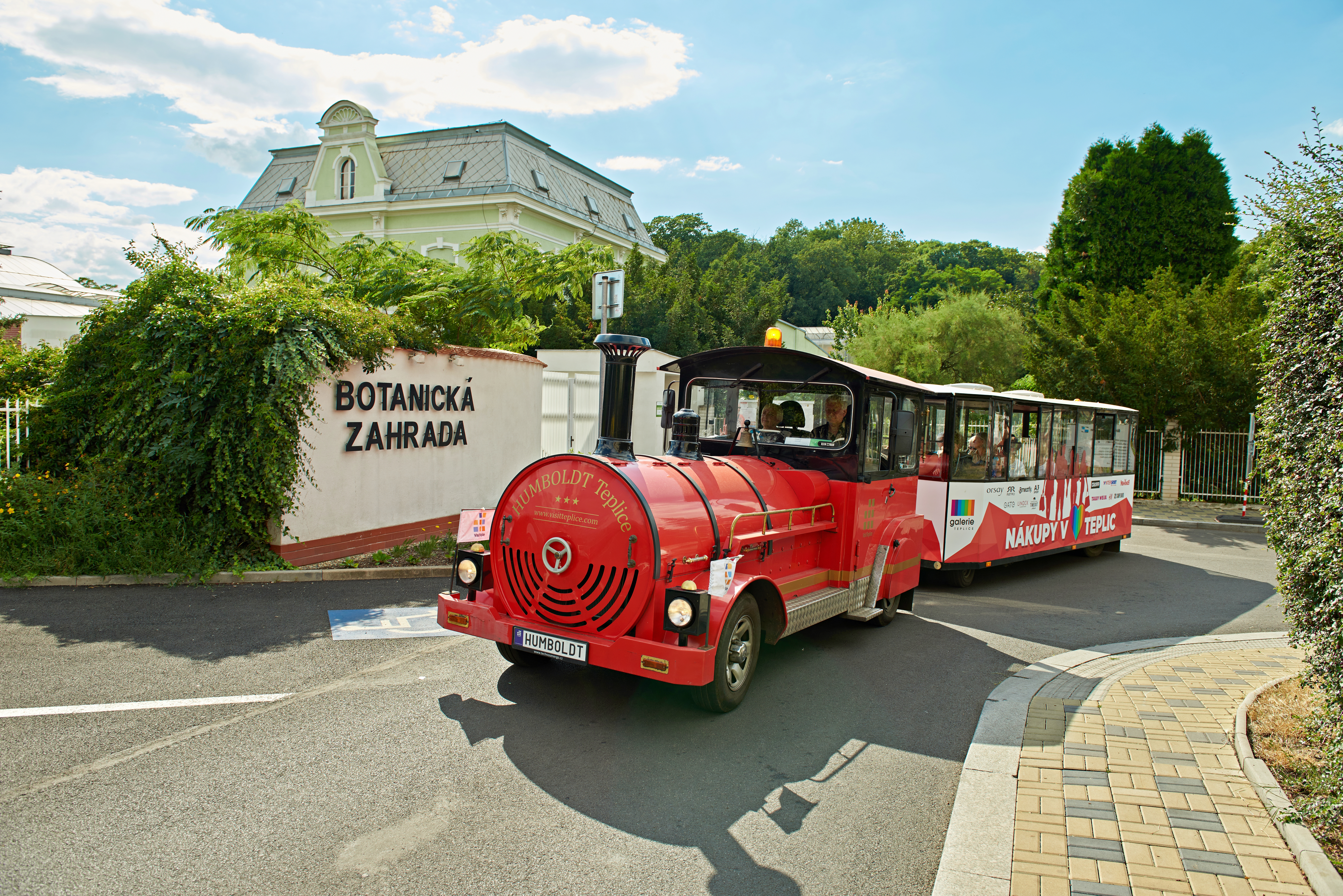
Vláček Humbold
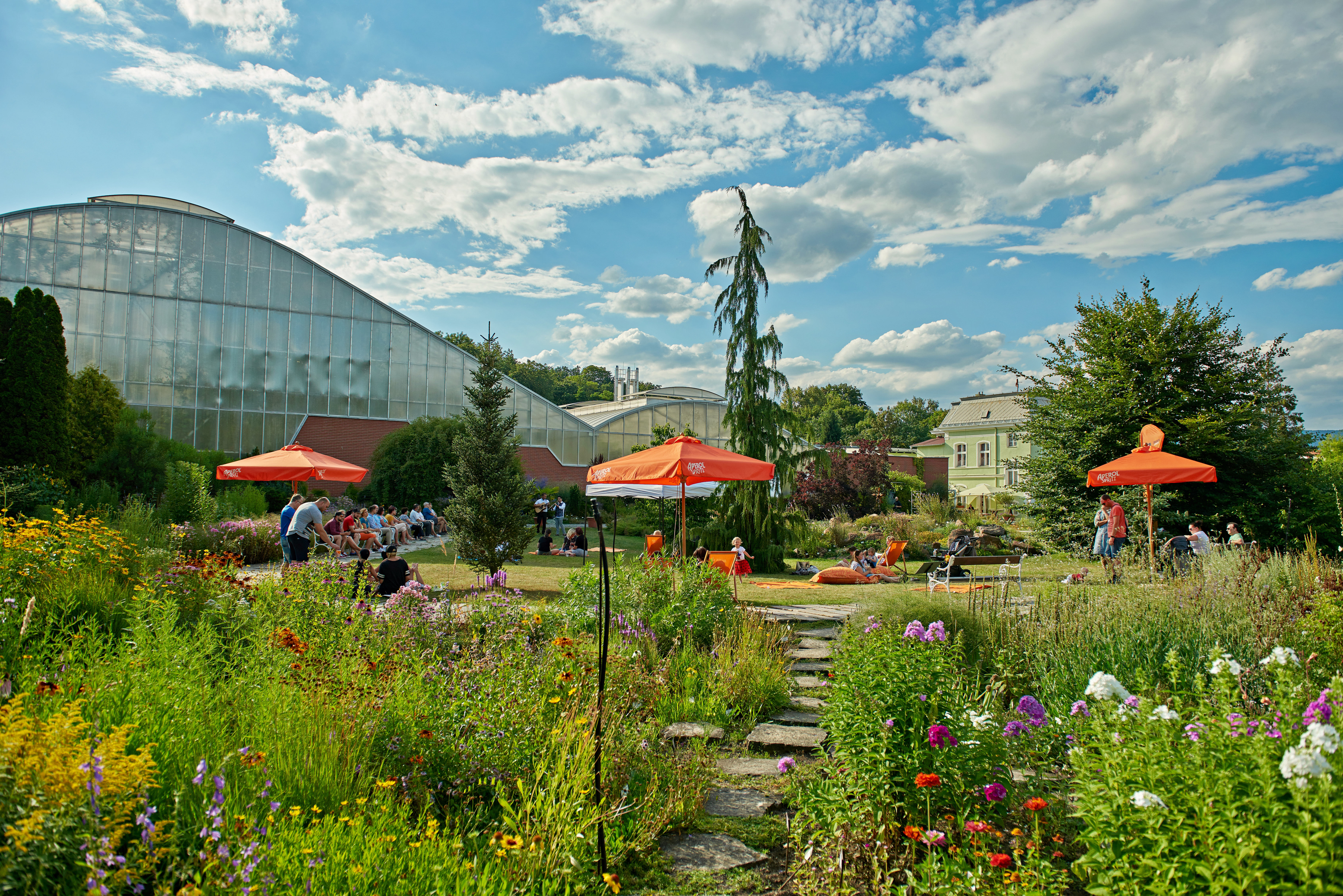
Koncert
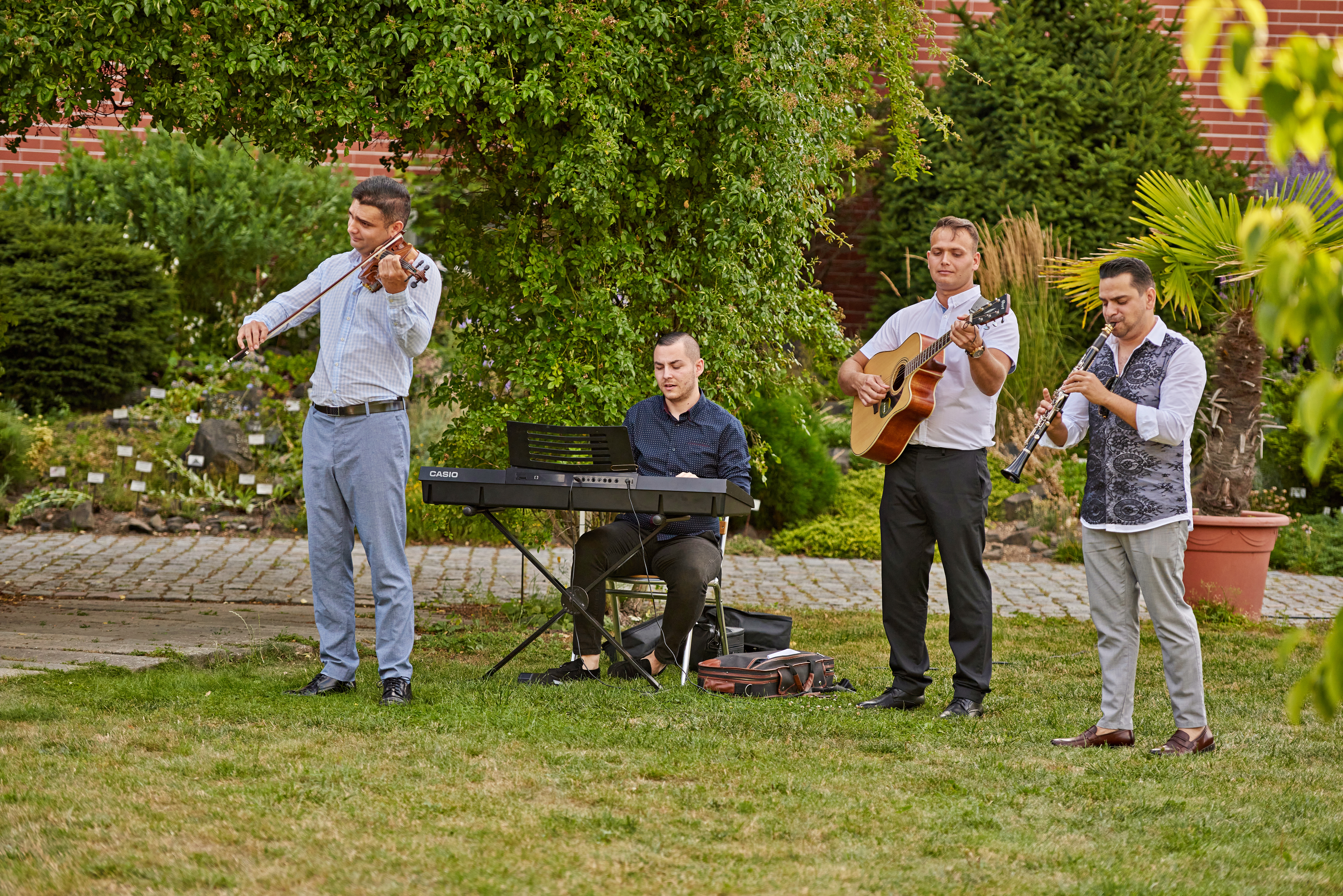
Gipsy koncert
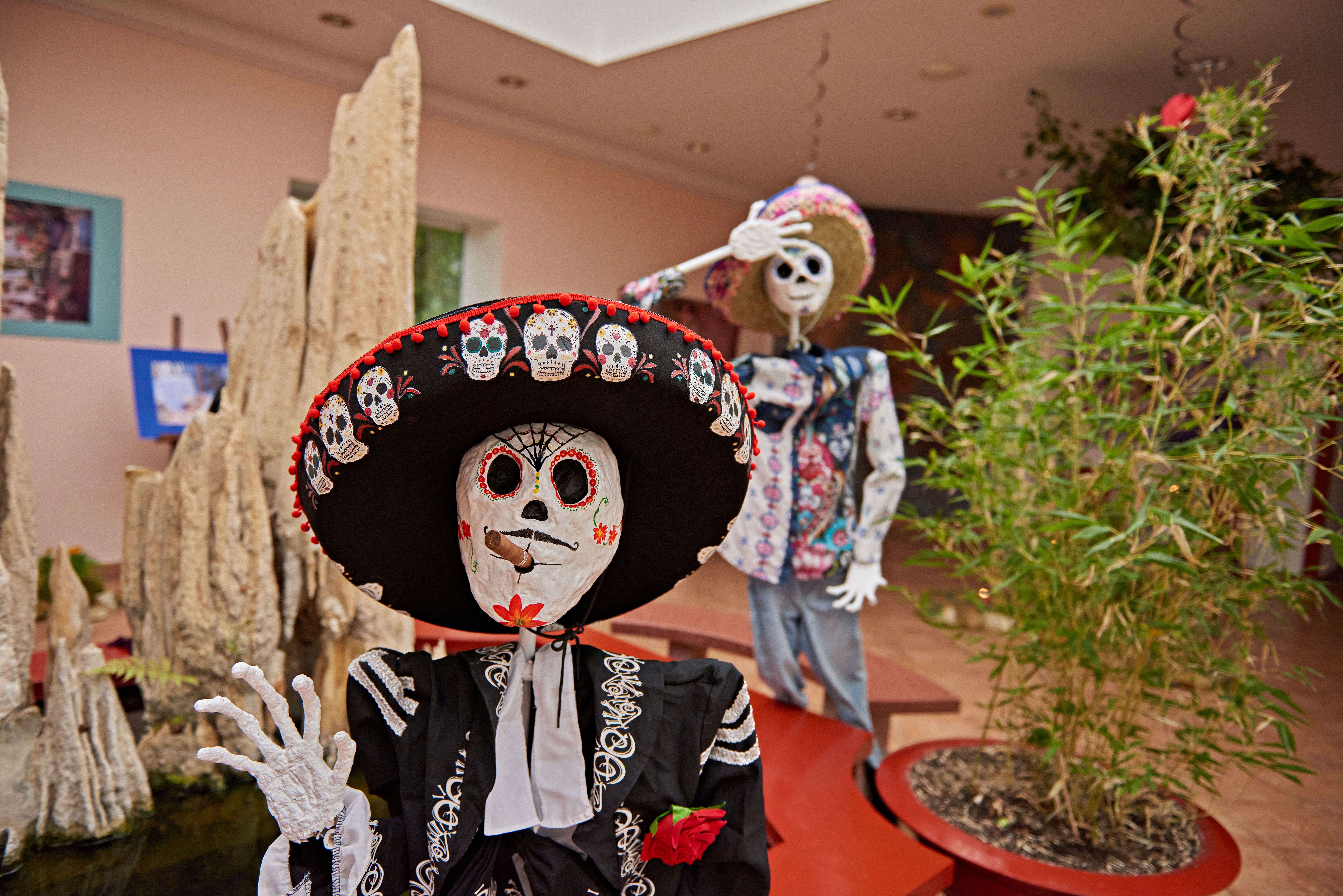
Výstava Día de los Muertos

## Členství v organizacích
- Unie botanických zahrad České republiky
- Botanic gardens Conservation Internatioanal – BGCI